# Nauders
Nauders är en ort och kommun i distriktet Landeck i förbundslandet Tyrolen i Österrike. Kommunen gränsar i väster mot Schweiz och i söder mot Sydtyrolen i Italien. Gränsövergångar finns mot båda länderna. 